# Le Raid suicide du sous-marin X1
Pour plus de détails, voir Fiche technique et Distribution.
Le Raid suicide du sous-marin X1 (Submarine X-1) est un film britannique réalisé par William A. Graham, sorti en 1969. Le film est inspiré de l'Opération Source qui eut lieu en Norvège en 1943.

## Synopsis
Pendant la seconde guerre mondiale, un officier mène l'attaque d'un groupe de sous-marins de poche contre un cuirassé allemand.

## Fiche technique
- Titre original : Submarine X-1
- Titre français : Le Raid suicide du sous-marin X1
- Réalisation : William A. Graham
- Scénario : Donald S. Sanford (en) et Guy Elmes
- Direction artistique : William C. Andrews
- Photographie : Paul Beeson
- Montage : John S. Smith
- Musique : Ron Goodwin
- Producteur : John C. Champion (en)
- Langue : anglais
- Pays d'origine : Royaume-Uni
- Format : Couleurs - 35 mm - 1,66:1 - Mono
- Genre : guerre
- Durée : 89 minutes
- Date de sortie : 1969

## Distribution
- James Caan : Commandant Richard Bolton
- David Sumner : Lieutenant Davies
- Norman Bowler : Sous-lieutenant Pennington
- Brian Grellis : CPO Barquist
- Paul Young (en) : Matelot-chef Quentin
- William Dysart (en) : Robert Talbot Gogan
- John Kelland : Keith Willis
- Kenneth Farrington (en) : Boker Knowles
- Keith Alexander : le sous-lieutenant du X-3
- Carl Rigg : Norman Kennedy
- Steve Kirby : le matelot-chef du X-2
- Nick Tate : le matelot-chef du X-1 (comme Nicholas Tate)
- George Pravda (en) : Capitaine Erlich